# Maiuscolo
Il maiuscolo (dal diminutivo del latino maius «maggiore») è una grafia delle lettere dell'alfabeto che, in contrapposizione con quella minuscola, si evidenzia per maggiori dimensioni o per altri dettagli grafici.

## Storia
I primi alfabeti erano caratterizzati da lettere esclusivamente maiuscole e separate tra loro. Anche in scritti greco-latini scritti in caratteri capitali e in scriptio continua però si possono trovare talvolta lettere più grandi o evidenziate rispetto al margine sinistro del testo, per segnalare, per lo più, l'inizio dei vari paragrafi o capitoli.
Nelle grafie minuscole che si sono affermate tra il VII e il VIII secolo d.C. la maiuscola acquisì importanza per contrasto con le lettere minuscole. Usata sempre per indicare l'inizio dei paragrafi o dei periodi, ma anche come iniziale di nomi propri o di parole enfatizzate e di rilievo. I copisti medioevali divennero poi soliti usare miniature elaborate per decorare le lettere maiuscole.
I primi tentativi di codificare l'uso della maiuscola furono tentati però soltanto tra Cinquecento e Seicento, non molto diversi da quello che è l'uso di oggi.
I caratteri minuscoli e maiuscoli dell'alfabeto italiano sono:
| caratteri minuscoli | a | b | c | d | e | f | g | h | i | l | m | n | o | p | q | r | s | t | u | v | z |
| caratteri maiuscoli | A | B | C | D | E | F | G | H | I | L | M | N | O | P | Q | R | S | T | U | V | Z |

## Uso in lingua italiana
L'ortografia italiana prevede tassativamente l'iniziale maiuscola in due casi: all'inizio di un periodo o di una frase (incluso a seguito di punto interrogativo o punto esclamativo, anche all'interno di virgolette), e con i nomi propri. Al di là di questo, l'uso della maiuscola è guidato da fattori stilistici, scelte o consuetudini editoriali e infine reverenziali (le cosiddette maiuscole reverenziali), ma vi è una tendenza ad evitare le maiuscole non più sentite come necessarie.
La "maiuscola reverenziale" è utilizzata ancora di frequente per i pronomi e aggettivi possessivi che si riferiscono a Dio, a persone o cose sacre, a persona di riguardo (pregare Dio e avere fiducia in Lui; mi rivolgo alla Sua attenzione, signor Presidente). 
L'uso moderno ha portato una diffusione nell'utilizzo soprattutto per quanto riguarda comunicazioni formali e corrispondenza commerciale (es. in merito alla richiesta da Lei inviata) estendendone l'adozione anche ai pronomi (es. colgo l'occasione per porgerLe cordiali saluti). La spiegazione dei grammatici risiede nel fatto che "la terza persona di cortesia, singolare e plurale, nell'uso scritto richiede l'iniziale maiuscola per evitare confusione con l'uso delle terze persone ordinarie, e che tale uso si estende alle forme degli aggettivi possessivi (Suo, Sua, Loro) e dimostrativi clitici (La, Li) e alle forme pronominali oblique (Le, Loro; rarissimo il plurale Glielo e simili)".

## Informatica
In Microsoft Word ed Apache OpenOffice è possibile trasformare in maiuscolo un testo scritto con tastiera in minuscolo.

Nella produzione di pagine web con codice HTML e CSS è possibile trasformare in maiuscolo un testo scritto con tastiera in minuscolo.
```
<
p
 
class
=
'paragraph'
>

  Testo di prova

</
p
>

```

```
.
paragraph
 
{

  
text-transform
:
 
uppercase
;

}

```

## Galleria d'immagini

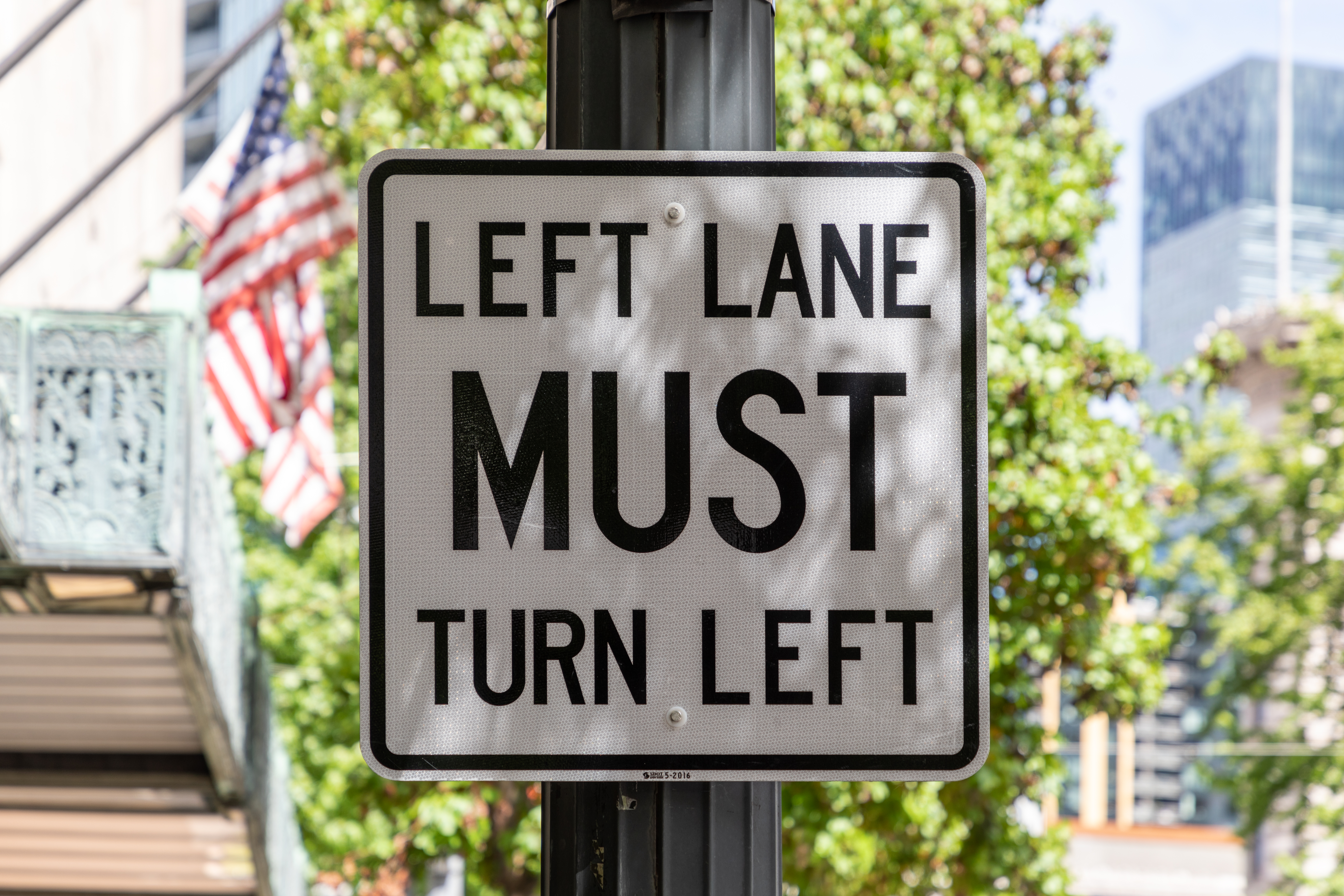
Cartello scritto in maiuscolo a Seattle
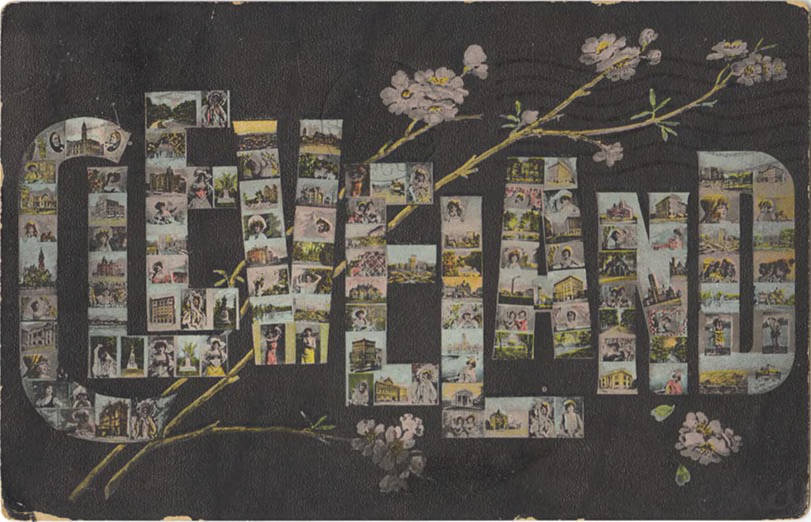
Tipografia creativa in maiuscola
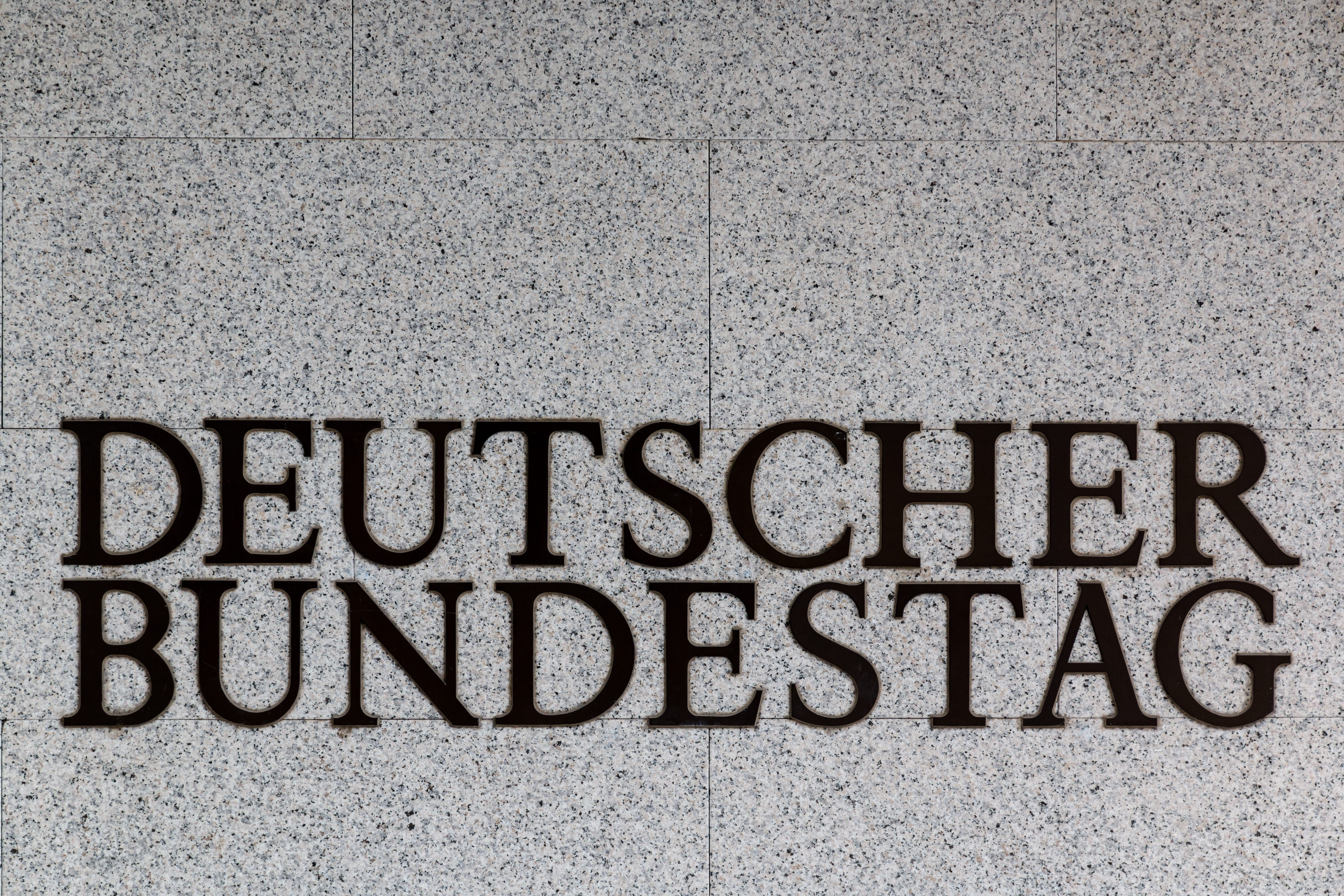
Ingresso all'ex Bundestag/ Bundeshaus, Germania, con scritta in maiuscolo
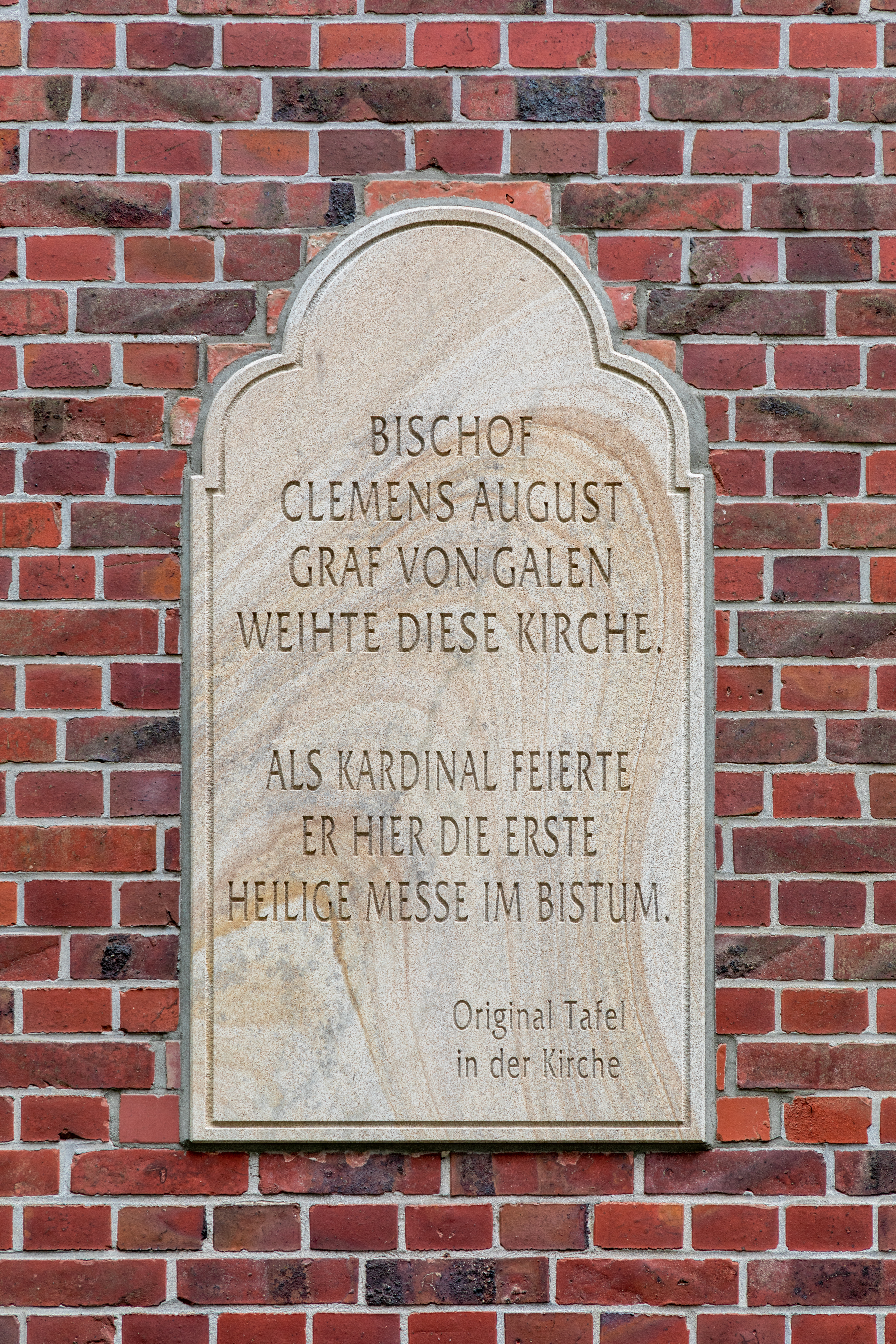
Targa in maiuscolo nella chiesa di Sant'Antonio a Merfeld, Dülmen, Renania Settentrionale-Vestfalia, Germania